# Élections européennes de 2014 en Slovaquie
Les élections européennes de 2014 ont eu lieu entre le 22 et le 25 mai selon les pays, et le samedi 24 mai 2014 en Slovaquie. Ces élections étaient les premières depuis l'entrée en vigueur du traité de Lisbonne qui a renforcé les pouvoirs du Parlement européen et modifié la répartition des sièges entre les différents États-membres. Néanmoins, les Slovaques ont élu le même nombre de députés qu'en 2009, c'est-à-dire 13.

## Contexte
Ces élections se tiendront quelques semaines après l'élection du nouveau président de la République. La campagne électorale se tient ainsi dans l'ombre de celle pour la présidentielle, d'autant plus que pour la première fois, le Premier ministre en exercice Robert Fico est donné favori pour ce scrutin, et que les changements entraînés par sa probable élection influenceront les résultats des élections européennes,.
Les premiers partis à s'être engagés dans la campagne sont des formations eurosceptiques, telles que Liberté et solidarité, dont le leader Richard Sulík demande la sortie de la Slovaquie du Mécanisme européen de stabilité, ou encore le nouveau parti de centre droit, qui compte axer sa campagne contre « les efforts de faire évoluer l'Union européenne au-delà d'une fédération politique ».
Face à ce climat eurosceptique, le Centre européen de documentation et d'information de Bratislava tente d’accroître l'intérêt et la participation des électeurs slovaques lors de ces élections. Ainsi, à l'occasion des dix ans de l'adhésion de la Slovaquie à l'Union européenne, le CEDI organise plusieurs manifestations.

## Mode de scrutin
Les eurodéputés slovaques sont élus au suffrage universel direct par les citoyens slovaques et les ressortissants de l’UE résidant de façon permanente en Slovaquie, et étant âgés de plus de 18 ans.

Le scrutin se tient au sein d'une circonscription unique selon le mode de vote préférentiel. Les sièges sont attribués aux listes ayant dépassé 5 % des suffrages exprimés selon la méthode d’Hagenbach-Bischoff.

## Campagne

### Partis et candidats
Le tableau suivant présente les partis se présentant aux élections européennes en Slovaquie :
| Parti(s) | Parti(s)                                                                               | Abréviation       | Tête de liste      | Parti européen                |
| -------- | -------------------------------------------------------------------------------------- | ----------------- | ------------------ | ----------------------------- |
|          | SMER – social-démocratie                                                               | SMER-SD           | Maroš Šefčovič     | PSE                           |
|          | Mouvement chrétien-démocrate                                                           | KDH               | Anna Záborská      | PPE                           |
|          | Les Gens ordinaires et personnalités indépendantes                                     | OĽaNO             | Jozef Viskupič     |                               |
|          | Most-Híd                                                                               |                   | Zsolt Simon        | PPE                           |
|          | Union démocrate et chrétienne slovaque - Parti démocrate                               | SDKÚ-DS           | Ivan Štefanec      | PPE                           |
|          | Liberté et solidarité                                                                  | SaS               | Ján Oravec         | ALDE                          |
|          | Parti national slovaque                                                                | SNS               | Andrej Danko       | MELD                          |
|          | Parti de la communauté hongroise                                                       | SMK               | Pál Csáky          | PPE                           |
|          | Nouvelle majorité + Parti civique conservateur + Démocrates conservateurs de Slovaquie | Nova + OKS + KDS, | Jozef Kollár       | OKS : ACRE                    |
|          | Parti communiste slovaque                                                              | KSS               | Jozef Hrdlička     | Initiative, PGE (observateur) |
|          | Parti populaire « Notre Slovaquie »                                                    | ĽSNS              | Martin Beluský     |                               |
|          | Parti de la Slovaquie démocratique                                                     | SDS               | Irena Belohorská   | PDE                           |
|          | Parti populaire slovaque                                                               | SĽS               | Andrej Trnovec     |                               |
|          | Nation et justice - Notre parti                                                        | NaS-ns            | Sergej Chelemendik |                               |
|          | Magnificat Slovaquie                                                                   | MS                | Marko Semeš        |                               |
|          | Parti démocratique civique                                                             | DOST              | Anton Železník     |                               |
|          | Magnifiques 7 partis régionaux de Slovaquie                                            |                   | Vladimír Gürtler   |                               |
|          | Alliance chrétienne-démocrate hongroise                                                | MKDA-MKDSZ        | Mikuláš Krivánsky  | ALE                           |
|          | Parti TIP                                                                              |                   | Michal Bubán       |                               |
|          | Parti démocrate européen                                                               | EDS               | Antonio Parziale   | PDE                           |
|          | Nouveau parlement                                                                      | NP                | Jozef Behýl        |                               |
|          | Parti national slovaque chrétien                                                       | KSNS              | Ján Slota          |                               |
|          | Parti vert                                                                             | SZ                | Ľubomír Schmida    | PVE                           |
|          | Résistance - Parti du travail                                                          | VZDOR             | Stanislav Pirošík  |                               |
|          | Droit et justice                                                                       | PaS               | Martin Daňo        |                               |
|          | Parti de la Slovaquie moderne                                                          | SMS               | Jozef Golonka      |                               |
|          | Aube                                                                                   | Úsvit             | Ivan Hopta         |                               |
|          | Parti civique de gauche                                                                | SOL               | Vladislav Borík    |                               |
|          | Démocratie directe - Parti populaire chrétien                                          | KLS               | Pavol Dubček       | EUDemocrats                   |

### Sondages
| Institut | Date               | Smer   | KDH    | Most  | SDKÚ  | OĽaNO | SMK   | SaS | KSS | Nova  |
| -------- | ------------------ | ------ | ------ | ----- | ----- | ----- | ----- | --- | --- | ----- |
| Polis    | 16-22 février 2014 | 50,5 % | 12,9 % | 9,8 % | 8,2 % | 7,3 % | 4,5 % | 4 % | 1 % | 0,7 % |

## Résultats

### Répartition
| ← Élections au Parlement européen de 2014 |                                                                                        |           |        |        |        |        |              |
| Parti politique ou coalition              | Parti politique ou coalition                                                           | Voix      | Voix   | Voix   | Sièges | Sièges | Groupe au PE |
| Parti politique ou coalition              | Parti politique ou coalition                                                           | #         | %      | +/-    | #      | +/-    | Groupe au PE |
|                                           | SMER – social-démocratie                                                               | 135 089   | 24,09  | - 7,92 | 4      | - 1    | S&D          |
|                                           | Mouvement chrétien-démocrate                                                           | 74 108    | 13,21  | + 2,34 | 2      | =      | PPE          |
|                                           | Union démocrate et chrétienne slovaque - Parti démocrate                               | 43 467    | 7,75   | - 9,24 | 2      | =      | PPE          |
|                                           | Les Gens ordinaires et personnalités indépendantes                                     | 41 829    | 7,46   | N/A    | 1      | N/A    | CRE          |
|                                           | Nouvelle majorité + Parti civique conservateur + Démocrates conservateurs de Slovaquie | 38 316    | 6,83   | + 4,73 | 1      | + 1    | CRE          |
|                                           | Liberté et solidarité                                                                  | 37 376    | 6,66   | + 1,95 | 1      | + 1    | ADLE         |
|                                           | Parti de la communauté hongroise                                                       | 36 629    | 6,53   | - 4,80 | 1      | - 1    | PPE          |
|                                           | Most-Híd                                                                               | 32 708    | 5,83   | N/A    | 1      | N/A    | PPE          |
|                                           | Parti TIP                                                                              | 20 730    | 3,69   | N/A    | 0      | N/A    |              |
|                                           | Parti national slovaque                                                                | 20 244    | 3,61   | - 1,94 | 0      | - 1    |              |
|                                           | Parti populaire « Notre Slovaquie »                                                    | 9 749     | 1,73   | N/A    | 0      | N/A    |              |
|                                           | Droit et justice                                                                       | 9 322     | 1,66   | N/A    | 0      | N/A    |              |
|                                           | Parti communiste slovaque                                                              | 8 510     | 1,51   | - 0,14 | 0      | =      |              |
|                                           | Autres                                                                                 | 52 518    | 9,37   |        |        |        |              |
|                                           |                                                                                        |           |        |        |        |        |              |
| Inscrits                                  | Inscrits                                                                               | 4 414 433 | 100,00 |        |        |        |              |
| Votants                                   | Votants                                                                                | 576 437   | 13,05  |        |        |        |              |
| Blancs et nuls                            | Blancs et nuls                                                                         | 15 834    | 3,66   |        |        |        |              |
| Exprimés                                  | Exprimés                                                                               | 560 603   | 97,34  |        |        |        |              |